# François de Roubaix
François de Roubaix (Neuilly-sur-Seine, 3 de abril de 1939 — Tenerife, 21 de novembro de 1975) foi um compositor e diretor musical de filmes. Em dez anos de carreira, ele criou um estilo musical com novidades sonoras.

## Discografia
- 1965 - Les grandes gueules
- 1966 - L'extraordinaire Petros
- 1967 - Les aventuriers
- 1967 - Le Samouraï
- 1967 - La loi du survivant
- 1967 - Diaboliquement vôtre
- 1967 - La blonde de Pékin
- 1967 - Les chevaliers du ciel
- 1968 - Pour un sourire
- 1968 - Le rapace
- 1968 - Les secrets de la mer rouge
- 1968 - Adieu l'ami
- 1968 - Ho!
- 1968 - La grande lessive
- 1968 - Tante Zita
- 1968 - Pépin la bulle
- 1969 - Les oiseaux rares
- 1969 - Les étrangers
- 1969 - Jeff
- 1969 - Quarante-huit heures d'amour
- 1969 - Sial IV
- 1969 - Teva: Opération Gauguin
- 1969 - La peau de Torpedo
- 1969 - Dernier domicile connu
- 1970 - Le ballet
- 1970 - L'étalon
- 1970 - L'homme orchestre
- 1970 - Les novices
- 1970 - Une infinie tendresse
- 1970 - Morgane et ses nymphes
- 1970 - Le témoin
- 1970 - Les amis
- 1970 - Le sisterain ou le miroir 2000
- 1971 - Boulevard du rhum
- 1971 - Un aller simple
- 1971 - Le saut de l'ange
- 1971 - Les lèvres rouges
- 1971 - Où est passé Tom?
- 1971 - Un peu, beaucoup, passionnément
- 1972 - Les caïds
- 1972 - La scoumoune
- 1972 - La guerre d'Algérie
- 1973 - Les anges
- 1973 - R.A.S
- 1973 - Poker d'as
- 1973 - Le manège aux images
- 1973 - La mer est grande
- 1973 - Deputé 73
- 1974 - Chapi-chapo
- 1974 - A dossier ouverts
- 1974 - Les secrets de la mer rouge 2ème partie
- 1974 - A vous de jouer Milord
- 1974 - Le soleil se lève à l'Est
- 1974 - Avron et Evrard
- 1974 - Les suspects
- 1975 - Mais où sont passées les jeunes filles en fleur?
- 1975 - Le vieux fusil
- 1975 - Les grands moyens
- 1975 - Astralement vôtre